# Казанка (Айиртауський район)
Каза́нка (каз. Қазан) — село у складі Айиртауського району Північноказахстанської області Казахстану. Адміністративний центр Казанського сільського округу.
У період 1955-1963 років село було центром Казанського району.
Населення — 544 особи (2021; 744 у 2009, 1130 у 1999, 1547 у 1989).
Національний склад станом на 1989 рік:
- росіяни — 45 %
- казахи — 24 %
- німці — 21 %.